# 西光寺 (福島県会津坂下町)
西光寺（さいこうじ）は福島県河沼郡会津坂下町にある曹洞宗の寺院。山号は羽黒山。本尊は釈迦如来。
天正元年（1573年）、天寧寺から来た春広の開創と伝わる。寺は享保8年（1723年）に現在地に移り、観音堂も併せて移された。
境内にある観音堂には大同元年（806年）に池から見つかったと伝わる聖観音が安置され、会津三十三観音の33番札所・御池観音（おいけかんのん）として信仰を集める。